# アルファ (ミサイル)

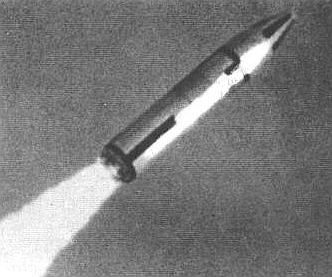
Alfa.

アルファ（Alfa）は1971年に始まったイタリアのSLBMプロジェクト。高性能固体燃料ロケットの研究開発から始められ、アルファロケットは2段ロケットとなる予定だった。完成はしなかったものの、1973年と1975年間に、2段目をモックアップにした試験飛行が3度行われている。
1975年にイタリアが批准した核拡散防止条約によりこのプロジェクトは事実上終了となった。

## 性能
- 全長：6.5 m
- 直径：1.37 m
- 初段
  - 長さ：3.85 m
  - 燃料：6 t
  - 推力：232 kN
  - 燃焼時間：57 s